# Лейла де Ліма
Лейла Норма Євлалія Хосефа Магістрадо де Ліма (тагал. Leila Norma Eulalia Josefa Magistrado de Lima; 27 серпня 1959) — філіппінська політична діячка, правозахисниця і адвокатеса. Сенатор Сенату Філіппін (з 30 червня 2016 року). Раніше займала посади секретаря департаменту юстиції (2010—2015) і голови комісії з прав людини (2008—2010). Член Ліберальної партії (з 2015 року). Пішла з поста міністра юстиції, щоб взяти участь у виборах до філіппінського сенату, які проходили 9 травня 2016 року. У підсумку вона посіла одне з дванадцяти місць у 17-му скликанні сенату Філіппін.

## Ранні роки
Лейла є старшою дочкою в сім'ї. Її батьки Вісенте де Ліма і Норма Магістрадо. Вона народилася і зростала в місті Ірига провінції Південний Камарінес.

## Арешт
У грудні 2016 року Ліма отримала визнання міжнародних правозахисників і журналістів за критику політики Дутерте, президента Філіппін, у ставленні до війни з наркотиками незважаючи на політичні репресії проти неї. 17 лютого 2017 року місцевий суд пред'явив звинувачення проти Ліми. 23 лютого суд Мунтінлупи видав ордер на арешт Ліми за нібито порушення закону про обіг наркотиків. Мовляв, Де Ліма стикається у своїй адвокатській роботі зі справами, пов'язаними з наркотиками, нібито через те, що використовує свою посаду міністра юстиції Філіппін для обігу наркотиків. Де Ліму було заарештовано наступного ранку.
16 березня 2017 року Європейський парламент засудив хвилю вбивств на Філіппінах (так звані позасудові страти) і закликав звільнити з в'язниці Де Ліму. Парламент висловив серйозну стурбованість з приводу того, що звинувачення, з якими сенатор Де Ліма була ув'язнена, майже повністю були сфабриковані. «Міжнародна амністія» розглядає сенатора Де Ліму як «в'язня сумління». Незважаючи на її тюремне ув'язнення, Ліма продовжує протистояти політиці президента Дутерте і залишається членом Філіппінського Сенату і Ліберальної партії Філіппін.